# Eberhard Rösch
Eberhard Rösch (Karl-Marx-Stadt, RDA, 9 de abril de 1954) es un deportista de la RDA que compitió en biatlón. Es padre del biatleta Michael Rösch.
Participó en los Juegos Olímpicos de Lake Placid 1980, obteniendo dos medallas, plata en la prueba de relevos y bronce en la individual. Ganó cinco medallas en el Campeonato Mundial de Biatlón entre los años 1978 y 1981.

## Palmarés internacional
| Juegos Olímpicos   | Juegos Olímpicos             | Juegos Olímpicos  | Juegos Olímpicos |
| Año                | Lugar                        | Medalla           | Prueba           |
| ------------------ | ---------------------------- | ----------------- | ---------------- |
| 1980               | Lake Placid (Estados Unidos) | Medalla de plata  | Relevo           |
| 1980               | Lake Placid (Estados Unidos) | Medalla de bronce | Individual       |
| Campeonato Mundial |                              |                   |                  |
| Año                | Lugar                        | Medalla           | Prueba           |
| 1978               | Hochfilzen (Austria)         | Medalla de oro    | Relevo           |
| 1978               | Hochfilzen (Austria)         | Medalla de plata  | Velocidad        |
| 1978               | Hochfilzen (Austria)         | Medalla de bronce | Individual       |
| 1979               | Ruhpolding (RFA)             | Medalla de oro    | Relevo           |
| 1981               | Lahti (Finlandia)            | Medalla de oro    | Relevo           |